# Rwanda (film 2018)
Rwanda è un film italiano del 2018 diretto da Riccardo Salvetti

## Trama
Aprile 1994: la piccola Repubblica del Ruanda viene devastata da uno dei genocidi più drammatici e sistematici della storia dell'umanità. Oltre 800 000 vittime in 104 giorni.
25 anni dopo un attore e un'attrice portano in scena su un palcoscenico una storia vera, proveniente proprio dal genocidio rwandese.
I due attori si ritrovano a vivere nei panni dei protagonisti africani dei quali si apprestavano a narrare la storia. Ora l'attore è Augustin, giovane operaio Hutu, e l'attrice è Cecile, maestra di scuola elementare Tutsi. Augustin non vuole uccidere nessuno, ma in quanto Hutu è obbligato a prendere parte ai massacri. Il destino porterà Augustin e Cecile a incontrarsi.

## Produzione
Basato sull'omonimo spettacolo teatrale di Marco Cortesi e Mara Moschini, Rwanda è stato finanziato da una campagna di Crowdfunding e dal sostegno di numerose istituzioni e sponsor. Il film ha visto la partecipazione di oltre 480 comparse provenienti da 24 paesi del Centro Africa. Alcuni dei personaggi principali e secondari sono cittadini rwandesi chiamati ad interpretare il ruolo che fu loro durante i drammatici eventi del Genocidio del 1994. Il film è stato girato a Forlì.

## Distribuzione
Il film è stato presentato in anteprima alla 75ª Mostra del Cinema di Venezia nella sezione Giornate degli autori.
La sua distribuzione nelle sale è iniziata nel febbraio 2019.

## Riconoscimenti
- 2019 - ÉCU: The European Independent Film Festival [5]
  - Best European Independent Dramatic Feature 2019 Award
- 2019 - Ferrara Film Festival [6]
  - Emilia Romagna Filmmakers Award
- 2019 - Julien Dubuque International Film Festival - USA
  - Best Use of Music - Award
- 2019 - DaVinci International Film Festival - USA [7]
  - Vitruvian Award
  - Leo Award ~ Best Feature Film
- 2019 - African Diaspora Cinema Festival
  - Miglior Feature Film 2019 [8]
- 2019 - Gulf of Naples Film Festival
  - Special Jury Mention
- 2019 - Mindfield Film Festival Albuquerque - USA [9]
  - Best Original Score
- 2019 - Sardinia Film Festival [10]
  - Official Selection
- 2019 - Voce Spettacolo Film Festival [11]
  - Miglior film 2019
  - Premio della giuria
- 2019 - Madrid International Film Festival [12]
  - Official Selection
  - Candidatura migliore sceneggiatura a Riccardo Salvetti, Mara Moschini e Marco Cortesi
  - Candidatura miglior attore protagonista a Marco Cortesi
  - Candidatura miglior attore co-protagonista ad Aaron Maccarthy
  - Candidatura migliore attrice co-protagonista a Rosanna Sparapano